# Clinton (Utah)
Clinton ist eine Stadt im Davis County des US-Bundesstaates Utah. Die Stadt ist Teil der Metropolregion Ogden-Clearfield. Das U.S. Census Bureau hat bei der Volkszählung 2020 eine Einwohnerzahl von 23.386 ermittelt.

## Geografie
Clinton befindet sich im nördlichen Davis County und grenzt im Osten an Sunset, im Südosten an Clearfield und im Südwesten an West Point. Die nördliche Grenze von Clinton ist die Grenze zum Weber County, mit der Stadt Hooper im Nordwesten und Roy im Norden und Nordosten.

## Geschichte
Die Trockenlandwirtschaft begann in der Gegend von Clinton im Jahr 1879. Bis 1881 gab es eine Eisenbahnstation. 1884 wurde in Clinton der Summit Basin Branch der Kirche Jesu Christi der Heiligen der Letzten Tage gegründet. 1936 erfolgte die Gemeindegründung. In den letzten Jahren erlebte Clinton ein rasantes Bevölkerungswachstum.

## Demografie
Nach einer Schätzung von 2019 leben in Clinton 22.499 Menschen. Die Bevölkerung teilt sich auf in 85,8 % nicht-hispanische Weiße, 3,0 % Afroamerikaner, 1,5 % Asiaten, 0,3 % Ozeanier und 2,7 % mit zwei oder mehr Ethnizitäten. Hispanics machten 6,0 % der Bevölkerung aus. Das mittlere Haushaltseinkommen lag 2017 bei 86.221 US-Dollar und die Armutsquote bei 2,8 %.